# Temporada 1918-1919 del FC Barcelona
Les dades més destacades de la temporada 1918-1919 del Futbol Club Barcelona són les següents:

## Fets destacats[2]
El Barcelona va guanya el Campionat de Catalunya, en el qual tan sols perd un partit, al camp de l'Espanyol per 4-1, a conseqüència d'una frivolitat de Greenwell, que va fer jugar a Alcántara de defensa. En el Campionat d'Espanya el Barça perd la final davant l'arenas de Getxo per un clar 5-2.
En un amistós de finals de temporada debuten amb el Barça Josep Samitier i Ricardo Zamora. Samitier, que té 17 anys, prové de l'Internacional. Zamora, que va destacar en l'Universitary amb tan sols 15 anys, va fitxar per l'Espanyol en el 1916 i posteriorment pel Barcelona.
El 19 juny 1919 Ricard Graells és elegit president, en substitució de Joan Gamper, descontent amb el caire cada vegada més professional que estava prenent el futbol.

## Plantilla[3][4]
|     |                           |           | Total | Total | Campionat de Catalunya | Campionat de Catalunya | Campionat d'Espanya | Campionat d'Espanya |
| P   | Jugador                   | País      | PT    | Gols  | PT                     | Gols                   | PT                  | Gols                |
| --- | ------------------------- | --------- | ----- | ----- | ---------------------- | ---------------------- | ------------------- | ------------------- |
| POR | Lluís Bru                 |           | 17    | -19   | 12                     | -10                    | 5                   | -9                  |
| POR | Ricard Zamora             |           | 0     |       |                        |                        |                     |                     |
| DEF | Eduard Reguera            |           | 17    |       | 12                     |                        | 5                   |                     |
| DEF | Francesc Coma             |           | 6     |       | 3                      |                        | 3                   |                     |
| DEF | Josep Costa               |           | 8     |       | 7                      |                        | 2                   |                     |
| DEF | Joan Boix                 |           | 1     |       | 1                      |                        |                     |                     |
| DEF | Ricard Galícia            |           | 0     |       |                        |                        |                     |                     |
| DEF | Adolf Berger              |           | 0     |       |                        |                        |                     |                     |
| MIG | Ramon Torralba            |           | 17    |       | 12                     |                        | 5                   |                     |
| MIG | Agustí Sancho             |           | 17    | 3     | 12                     | 3                      | 5                   |                     |
| MIG | Eusebi Blanco             |           | 17    |       | 12                     |                        | 5                   |                     |
| MIG | José Rodríguez            |           | 0     |       |                        |                        |                     |                     |
| MIG | Carlos María Rovira       |           | 0     |       |                        |                        |                     |                     |
| MIG | Alcañiz                   |           | 0     |       |                        |                        |                     |                     |
| DAV | Francesc Vinyals          |           | 17    | 3     | 12                     | 1                      | 5                   | 2                   |
| DAV | Vicenç Martínez           |           | 17    | 21    | 12                     | 15                     | 5                   | 6                   |
| DAV | Paulino Alcántara         | Filipines | 17    | 17    | 12                     | 12                     | 5                   | 5                   |
| DAV | José Landazábal "Lakatos" |           | 16    | 10    | 11                     | 6                      | 5                   | 4                   |
| DAV | Emili Sagi                |           | 13    | 8     | 12                     | 8                      | 1                   |                     |
| DAV | Juan Garchitorena         | Filipines | 3     | 1     |                        |                        | 3                   | 1                   |
| DAV | Bonaventura Vergés        |           | 2     |       | 2                      |                        |                     |                     |
| DAV | Francisco Baonza          |           | 1     |       |                        |                        | 1                   |                     |
| DAV | Félix Sesúmaga            |           | 0     |       |                        |                        |                     |                     |
| DAV | Climent Gràcia            |           | 0     |       |                        |                        |                     |                     |
| DAV | Jack Greenwell            |           | 0     |       |                        |                        |                     |                     |
| DAV | Fernando Plaza            |           | 0     |       |                        |                        |                     |                     |
| DAV | Josep Samitier            |           | 0     |       |                        |                        |                     |                     |
| DAV | Juan Albaladejo           |           | 0     |       |                        |                        |                     |                     |
| DAV | Raúl Loredo               |           | 0     |       |                        |                        |                     |                     |

## Classificació
| Competició             | Pos. | P  | PG | PE | PP | GF | GC | Campió             |
| ---------------------- | ---- | -- | -- | -- | -- | -- | -- | ------------------ |
| Campionat de Catalunya | C    | 12 | 10 | 1  | 1  | 45 | 10 | FC Barcelona       |
| Campionat d'Espanya    | F    | 5  | 4  | 0  | 1  | 18 | 9  | Arenas C. de Getxo |

## Resultats
| Amistosos |

| 25 agost 1918 | FC Internacional | 2 - 2 | FC Barcelona | Barcelona               |  |
|               |                  |       | Martínez     | Internacional · Peris · |  |

| 15 setembre 1918 | CE Sabadell FC | 1 - 2 | FC Barcelona       | Barcelona          |  |
|                  |                |       | Martínez · Lakatos | Sabadell · Perez · |  |

| 15 setembre 1918 | FC Barcelona | 1 - 1 | Unió Esportiva Sant Andreu | Barcelona       |  |
|                  |              |       | ?                          | Industria · ? · |  |

| 22 setembre 1918 | FC Barcelona                       | 8 - 2 | Racing Club de Madrid | Barcelona            |  |
|                  | Sagi · Martinez · Lakatos · Verges |       |                       | Industria · Torras · |  |

| 24 setembre 1918 | FC Barcelona         | 2 - 0 | Racing Club de Madrid | Barcelona           |  |
|                  | Lakatos · Albadalejo |       |                       | Industria · Marti · |  |

| 29 setembre 1918 | FC Barcelona | 1 - 1 | FC Espanya | Barcelona           |  |
|                  | Sagi         |       |            | Industria · Peris · |  |

| 13 octubre 1918 | FC Barcelona         | 2 - 1 | CE Europa | Barcelona           |  |
|                 | Alcantara · Martinez |       |           | Industria · Marti · |  |

| 1 novembre 1918 | FC Barcelona                   | 6 - 4 | FC Martinenc | Barcelona           |  |
|                 | Martinez · Alcantara · Lakatos |       |              | Industria · Marti · |  |

| 3 novemre 1918 | FC Barcelona                    | 5 - 1 | CF Badalona | Barcelona             |  |
|                | Martinez · Alcantara · Torralba |       |             | Industria · Traiter · |  |

| 15 desembre 1918 | FC Barcelona        | 3 - 0 | CE Europa | Barcelona            |  |
|                  | Alcantara · Lakatos |       |           | Industria · Torras · |  |

| 29 desembre 1918 | FC Barcelona               | 4 - 1 | CE Sabadell FC | Barcelona            |  |
|                  | Alcantara · Lakatos · Sagi |       |                | Industria · Torras · |  |

| 1 gener 1919 | FC Barcelona         | 5 - 3 | Unió Esportiva Sant Andreu | Barcelona            |  |
|              | Alcantara · Martinez |       |                            | Industria · Baonza · |  |

| 5 gener 1919 | FC Barcelona                  | 3 - 0 | Real Unión Club de Irun | Barcelona           |  |
|              | Lakatos · Vinyals · Alcantara |       |                         | Industria · Marti · |  |

| 6 gener 1919 | FC Barcelona                                    | 7 - 2 | Real Unión Club de Irun | Barcelona            |  |
|              | Vinyals · Alcantara · Sagi · Lakatos · Martinez |       |                         | Industria · Torras · |  |

| 16 febrer 1919 | CF Badalona | 2 - 3 | FC Barcelona         | Barcelona           |  |
|                |             |       | Martinez · Alcantara | Badalona · Traite · |  |

| 23 febrer 1919 | CE Júpiter | 4 - 6 | FC Barcelona                   | Barcelona            |  |
|                |            |       | Martinez · Alcantara · Lakatos | Poble Nou · Baonza · |  |

| 16 marc 1919 | FC Barcelona                   | 4 - 1 | UE Sants | Barcelona           |  |
|              | Alcantara · Lakatos · Martinez |       |          | Industria · Marti · |  |

| 6 abril 1919 | FC Barcelona | 1 - 2¹ | FC Internacional | Barcelona   |  |
|              | Sancho       |        |                  | Industria · |  |

| 11 maig 1919 | FC Barcelona | 1 - 0 | CF Badalona | Barcelona            |  |
|              | Alcantara    |       |             | Industria · Naudon · |  |

| 25 maig 1919              | FC Barcelona | 1 - 0² | Seleccio Catalana | Barcelona            |  |
| Homenatge als subcampions | Lakatos      |        |                   | Industria · Torras · |  |

| 29 maig 1919 | FC Barcelona | 2 - 0 | Aliats | Barcelona           |  |
|              | Lakatos      |       |        | Industria · Peris · |  |

| 31 maig 1919 | FC Barcelona        | 2 - 0 | Aliats | Barcelona                 |  |
|              | Samitier · Sesumaga |       |        | Industria · Oltra Marti · |  |

| 1 juny 1919 | FC Barcelona                           | 6 - 0 | Aliats | Barcelona           |  |
|             | Sesumaga · Martinez · Gracia · Vinyals |       |        | Industria · Peris · |  |

| 8 juny 1919 | FC Barcelona              | 5 - 2 | Regiment Alcantara | Barcelona             |  |
|             | Gracia · Lakatos · Loredo |       |                    | Industria · Femenia · |  |

| ? juny 1919 | FC Barcelona | 1 - 0 | FC Internacional | Barcelona           |  |
|             | Lakatos      |       |                  | Industria · Peris · |  |

| 22 juny 1919 | FC Barcelona                                      | 6 - 1 | UE Sants | Barcelona                                                      |  |
|              | Martinez · Gracia · Lakatos · Alcantara · Vinyals |       |          | Industria · Torres Ullastres primera part i Vela segona part · |  |

| 29 juny 1919 | FC Barcelona        | 3 - 0 | FC Espanya | Barcelona            |  |
|              | Martinez · Sesumaga |       |            | Industria · Torres · |  |

| 6 juliol 1919 | FC Barcelona | 7 - 2 | Unió Esportiva Sant Andreu | Barcelona            |  |
|               |              |       |                            | Industria · Marine · |  |

| 13 juliol 1919 | Unió Esportiva Sant Andreu | 2 - 3 | FC Barcelona       | Barcelona            |  |
|                |                            |       | Sesumaga · Vinyals | Andreuenc · Baonza · |  |

| ? juliol 1919 | FC Vilafranca | 1 - 3 | FC Barcelona               | Barcelona                |  |
|               |               |       | Alcaniz · Loredo · Tejeiro | Vilafranca · Greenwell · |  |

| ? juliol 1919 | Reus Deportiu | 2 - 3 | FC Barcelona                | Barcelona         |  |
|               |               |       | Zamora · Loredo · Alcantara | Reus · Pellicer · |  |

| 27 juliol 1919 | FC Barcelona       | 4 - 1 | Atlètic de Sabadell | Mataró           |  |
|                | Loredo · Alcantara |       |                     | Iluro · Subira · |  |

- 1. El partit es va suspendre al minut 55 per formar-se un monumental escandol al terreny de joc.
- 2. Van participar jugadors de l,Europa, Espanya, Internacional, Athletic Sabadell, Avenc, Sants, Sabadell, Terrassa, Jupiter, Martinenc i Stadium

| Campionat de Catalunya |

| 20 octubre 1918 | CS Sabadell | 0 - 2 | FC Barcelona         | Sabadell                         |  |
| Jornada 1       |             |       | Martínez · Alcántara | Camp de la Creu Alta · Torrens · |  |

| 27 octubre 1918 | RCD Espanyol                     | 4 - 1 | FC Barcelona | Barcelona                         |  |
| Jornada 2       | Julià · Gràcia · Zabala · Alfaro |       | Sagi         | Velòdrom Parc d'Sports · Vinyes · |  |

| 10 novembre 1918 | FC Barcelona                          | 8 - 0 | Atlètic FC de Sabadell | Barcelona                            |  |
| Jornada 3        | Lakatos · Sagi · Alcántara · Martínez |       |                        | Camp del carrer Indústria · Lemmel · |  |

| 24 novembre 1918 | FC España | 0 - 2 | FC Barcelona | Barcelona                             |  |
| Jornada 4        |           |       | Martínez     | Camp del carrer Indústria · Alemany · |  |

| 1 desembre 1918 | FC Internacional | 1 - 5 | FC Barcelona                | Barcelona                           |  |
| Jornada 5       | Millán           |       | Martínez · Sagi · Alcántara | Camp del carrer Galileu · Torrens · |  |

| 8 desembre 1918 | FC Barcelona            | 4 - 0 | CS Sabadell | Barcelona                             |  |
| Jornada 6       | Lakatos · Sagi · Sancho |       |             | Camp del carrer Indústria · Sanpere · |  |

| 22 desembre 1918 | FC Barcelona | 0 - 0 | RCD Espanyol | Barcelona                            |  |
| Jornada 7        |              |       |              | Camp del carrer Indústria · Vinyes · |  |

| 12 gener 1919 | Atlètic FC de Sabadell | 0 - 5 | FC Barcelona                          | Barcelona                          |  |
| Jornada 8     |                        |       | Alcántara · Martínez · Lakatos · Sagi | Camp del carrer Indústria · Baró · |  |

| 19 gener 1919 | FC Barcelona         | 3 - 1 | FC España | Barcelona                          |  |
| Jornada 9     | Alcántara · Martínez |       | Gol       | Camp del carrer Indústria · Baró · |  |

| 26 gener 1919 | FC Barcelona | 1 - 0 | FC Internacional | Barcelona                                     |  |
| Jornada 10    | Lakatos      |       |                  | Camp del carrer Indústria · Quirante Pineda · |  |

| 2 març 1919   | FC Barcelona                           | 8 - 2 | CE Europa       | Barcelona                                  |  |
| Final - anada | Lakatos · Alcántara · Vinyals · Sancho |       | Alegre · Nogués | Camp del carrer Indústria · Ferrer Elias · |  |

| 9 març 1919     | CE Europa | 2 - 6 | FC Barcelona              | Barcelona |  |
| Final - tornada | Alegre    |       | Martínez · Lakatos · Sagi | Peris ·   |  |

- La final es jugava contra el campió de la Primera "B".
- A la crònica de Mundo Deportivo de l'anada contra l'Europa es comptabilitza un gol més per Alcántara i un menys per Sancho en el 8-2.

| Campionat d'Espanya |

| 13 abril 1919           | FC Barcelona                             | 6 - 0 | Reial Societat | Barcelona                                       |  |
| Quarts de final - anada | Martínez · Alcántara · Vinyals · Lakatos |       |                | Camp del carrer Indústria · Montero (Central) · |  |

| 20 abril 1919                   | Reial Societat | 1 - 3 | FC Barcelona | Sant Sebastià             |  |
| 16:30 Quarts de final - tornada | Arrate         |       | Martínez     | Estadi d'Atotxa · Ruete · |  |

| 28 abril 1919              | FC Barcelona                   | 4 - 3 | Sevilla FC | Madrid              |  |
| Semifinals - Primer partit | Lakatos · Martínez · Alcántara |       | Armet ·    | Montero (Central) · |  |

| 30 abril 1919             | FC Barcelona             | 3 - 0 | Sevilla FC | Madrid              |  |
| Semifinals - Segon partit | Garchitorena · Alcántara |       |            | Montero (Central) · |  |

| 18 maig 1919 | Arenas Club de Getxo                                    | 5 - 2 | FC Barcelona              | Madrid                                                  |  |
| 17:30 Final  | Sesúmaga 12' 80' 96' · F. Peña 116' · Ibaibarriaga 119' |       | Vinyals 38' · Lakatos 55' | Estadio del Paseo Martínez Campos · Montero (Central) · |  |